# Hermann Busenbaum
Hermann Busenbaum (ou Busembaum), né le 19 septembre 1600 à Nottuln dans la principauté épiscopale de Münster et décédé le 31 janvier 1668, est un prêtre jésuite allemand et théologien moral. Son manuel de casuistique (études de 'cas de conscience' éthiques et religieux), publié en 1645, eut un succès considérable. 

## LeMedulla Theologiae moralis...
Recteur du collège jésuite de Hildesheim, puis à Munster, il publia en 1645 à Munster sous le titre de Medulla theologiae moralis, facili ac perspicua methodo resolvens casus conscientiae, un abrégé de théologie, extrait de divers autres. Cet abrégé, devenu classique dans les scolasticats jésuites, avait eu déjà une quarantaine d'éditions, lorsqu'en 1757, à l'époque de l'attentat de Robert François Damiens sur Louis XV (longtemps après la mort du père Busenbaum), on y releva des propositions qui semblaient justifier le régicide. Il fut dès lors condamné par les parlements de Toulouse et de Paris.
Le père Zaccaria, jésuite italien, publia, avec la permission de ses supérieurs, l’apologie de Busembaum contre les deux arrêts. Cette apologie fut également condamnée au feu par un nouvel arrêt du parlement de Paris du 10 mars 1758. Zaccaria a donné, en 1760, une nouvelle édition de l’ouvrage de son confrère. 
L'ouvrage Medulla theologiæ moralis connut presque 200 éditions jusqu'à la Suppression de la Compagnie de Jésus (1773) (dernière édition à Ingolstadt, 1768, 2 vol. in-8°). Nouvelles publications au XIXe siècle après le rétablissement de la Compagnie de Jésus (1814), et ce jusqu'en 1904.